# Unterwindhag
Unterwindhag ist eine Ortschaft und eine Katastralgemeinde der Gemeinde Schweiggers im Bezirk Zwettl in Niederösterreich.

## Geschichte
Laut Adressbuch von Österreich waren im Jahr 1938 in Unterwindhag eine Schneiderin und einige Landwirte ansässig.

## Siedlungsentwicklung
Zum Jahreswechsel 1979/1980 befanden sich in der Katastralgemeinde Unterwindhag insgesamt 45 Bauflächen mit 27.635 m² und 10 Gärten auf 4.675 m², 1989/1990 gab es 48 Bauflächen. 1999/2000 war die Zahl der Bauflächen auf 95 angewachsen und 2009/2010 bestanden 63 Gebäude auf 98 Bauflächen.

## Bodennutzung
Die Katastralgemeinde ist landwirtschaftlich geprägt. 253 Hektar wurden zum Jahreswechsel 1979/1980 landwirtschaftlich genutzt und 53 Hektar waren forstwirtschaftlich geführte Waldflächen. 1999/2000 wurde auf 255 Hektar Landwirtschaft betrieben und 51 Hektar waren als forstwirtschaftlich genutzte Flächen ausgewiesen. Ende 2018 waren 251 Hektar als landwirtschaftliche Flächen genutzt und Forstwirtschaft wurde auf 50 Hektar betrieben. Die durchschnittliche Bodenklimazahl von Unterwindhag beträgt 26,4 (Stand 2010).